# Đào Thịnh
Đào Thịnh là một xã thuộc huyện Trấn Yên, tỉnh Yên Bái, Việt Nam.

## Địa lý
Xã Đào Thịnh cách trung tâm huyện Trấn Yên 5 km, có vị trí địa lý:
- Phía đông giáp xã Việt Thành
- Phía bắc giáp xã Tân Đồng
- Phía tây giáp xã Báo Đáp
- Phía nam giáp sông Hồng.

Xã Đào Thịnh có diện tích 13,43 km², dân số năm 2019 là 2.747 người, mật độ dân số đạt 205 người/km².

## Hành chính
Xã Đào Thịnh được chia thành 7 thôn: 1, 2, 3, 4, 5, 6, 7.